# Myllärit

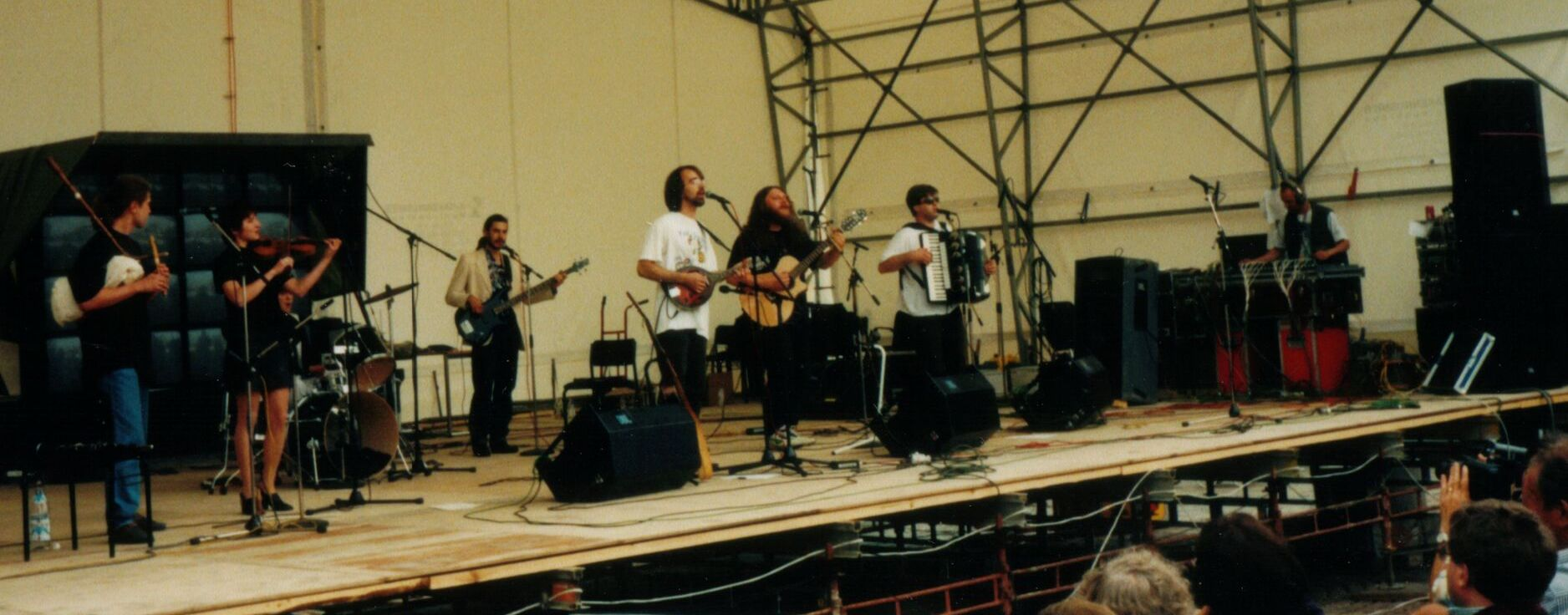
Myllärit 1997.

Myllärit (karelska Müllärit - vilket betyder mjölnarna, ryska Мюллярит) var en karelsk rock- och folkmusikgrupp på sju personer bildad 1992 i Petroskoi i Karelska republiken. De gör fartfylld karelsk folkmusik men även medeltida kalevalarimmade runosånger, finska ballader och polkor.
Myllärit är kända runt om i världen. De har turnerat i Ryssland, Spanien, Tyskland, USA, Norge, Sverige, Finland och Skottland. Myllärits album Eta Pravda, som kom ut 1997, och deras titellåt blev en stor hit i finsk radio.
Efter att Alexandr Bukadorov dog 2010 lagdes gruppen ner.

## Uppsättning
- Sergey Zobnev
- Andrey Brazevich
- Roman Ershihin
- Andrew Lukin
- Leo Sevets
- Tatiana Umnyakova
- Alexandr ”Deda” Bukadorov

### Tidigare medlemmar
- Andrew Varkentin, 1992–1997
- Andrew Habonen, 1997–1998
- Dmitri Deomin, 1992–2002
- Kirill Titkov, 2002
- Arto Rinne, 1994–2002
- Elena Samsonovich, 1992–1993
- Jhanna Kudryavtzeva, 1993–1995
- Maria Frolova, 1992–1993

## Diskografi
- 1993 – From St. Petersburg
- 1997 – Eta Pravda
- 1999 – In the Light of the White Night
- 2000 – A Voi Voi!
- 2002 – The 10th Spring